# Liste des matchs de l'équipe des Seychelles de football par adversaire
La liste des matchs de l'équipe des Seychelles de football par adversaire présente l'ensemble des rencontres disputées par les Seychelles depuis son premier match, le 13 mars 1974 face à La Réunion.
Les données sont au 29 mars 2016 après la rencontre disputée face au Lesotho comptant pour les qualifications à la Coupe d'Afrique des nations 2017,.
- Haut – A
- B
- C
- D
- E
- F
- G
- H
- I
- J
- K
- L
- M
- N
- O
- P
- Q
- R
- S
- T
- U
- V
- W
- X
- Y
- Z

## A

### Afrique du Sud
| Date            | Lieu    | Match                       | Score | Compétition       |
| 26 février 2005 | Maurice | Seychelles – Afrique du Sud | 0-3   | Coupe COSAFA 2005 |

### Algérie
| Date         | Lieu           | Match                | Score | Compétition                                          |
| 13 juin 2015 | Blida, Algérie | Algérie - Seychelles | 4-0   | qualifications à la Coupe d'Afrique des nations 2017 |

## B

### Botswana
| Date            | Lieu               | Match                 | Score | Compétition       |
| 22 octobre 2009 | Bulawayo, Zimbabwe | Seychelles - Botswana | 0-2   | Coupe COSAFA 2009 |

### Burkina Faso
| Date         | Lieu                      | Match                     | Score | Compétition                        |
| 14 juin 2008 | Victoria, Seychelles      | Seychelles - Burkina Faso | 2-3   | Qualifications Coupe du monde 2010 |
| 21 juin 2008 | Ouagadougou, Burkina Faso | Burkina Faso - Seychelles | 4-1   | Qualifications Coupe du monde 2010 |

### Burundi
| Date             | Lieu                 | Match                | Score | Compétition                        |
| 1er juin 2008    | Bujumbura, Burundi   | Burundi - Seychelles | 1-0   | Qualifications Coupe du monde 2010 |
| 6 septembre 2008 | Victoria, Seychelles | Seychelles - Burundi | 1-2   | Qualifications Coupe du monde 2010 |
| 7 octobre 2015   | Victoria, Seychelles | Seychelles - Burundi | 0-1   | Qualifications Coupe du monde 2018 |
| 13 octobre 2015  | Bujumbura, Burundi   | Burundi - Seychelles | 2-0   | Qualifications Coupe du monde 2018 |

## C

### Comores

#### Confrontations
Confrontations entre les Seychelles et les Comores :
|   | Date             | Lieu         | Match                | Score | Compétition                                                   |
| - | ---------------- | ------------ | -------------------- | ----- | ------------------------------------------------------------- |
| 1 | 29 août 1990     | Antananarivo | Seychelles - Comores | 3-1   | Jeux des îles de l'océan Indien 1990 (match pour la 3e place) |
| 2 | 7 août 1998      | Saint-Denis  | Seychelles - Comores | 3-0   | Jeux des îles de l'océan Indien 1998 (gr. B)                  |
| 3 | 6 septembre 2003 | Curepipe     | Comores - Seychelles | 0-2   | Jeux des îles de l'océan Indien 2003 (match pour la 3e place) |
| 4 | 20 octobre 2009  | Bulawayo     | Seychelles - Comores | 1-2   | Coupe COSAFA 2009 (gr. B)                                     |
| 5 | 4 août 2011      | Victoria     | Seychelles - Comores | 0-0   | Jeux des îles de l'océan Indien 2011 (gr. A)                  |
| 6 | 27 mai 2018      | Polokwane    | Comores - Seychelles | 1-1   | Coupe COSAFA 2018 (gr. A)                                     |

#### Bilan
Au 17 avril 2019 :
- Total de matchs disputés : 6
- Victoires des Seychelles : 3
- Matchs nuls : 2
- Victoires des Comores : 1
- Total de buts marqués par les Seychelles : 10
- Total de buts marqués par les Comores : 4

### République du Congo
| Date         | Lieu       | Match              | Score | Compétition           |
| 14 juin 1987 | Madagascar | Congo - Seychelles | 1-1   | Tournoi de Madagascar |

### République démocratique du Congo
| Date            | Lieu                                       | Match                 | Score | Compétition                                     |
| 29 février 2012 | Victoria, Seychelles                       | Seychelles - RD Congo | 0-4   | Qualifications Coupe d'Afrique des nations 2013 |
| 17 juin 2012    | Kinshasa, République démocratique du Congo | RD Congo - Seychelles | 3-0   | Qualifications Coupe d'Afrique des nations 2013 |

## E

### Érythrée
| Date             | Lieu                 | Match                 | Score | Compétition                                     |
| 8 septembre 2002 | Victoria, Seychelles | Seychelles - Érythrée | 1-0   | Qualifications Coupe d'Afrique des nations 2004 |
| 21 juin 2003     | Asmara, Érythrée     | Érythrée - Seychelles | 1-0   | Qualifications Coupe d'Afrique des nations 2004 |

### Éthiopie
| Date             | Lieu                 | Match                 | Score | Compétition                                     |
| 5 septembre 2015 | Victoria, Seychelles | Seychelles - Éthiopie | 1-1   | Qualifications Coupe d'Afrique des nations 2017 |

## K

### Kenya
| Date             | Lieu                 | Match              | Score | Compétition                        |
| 18 novembre 1992 | Tanzanie             | Kenya - Seychelles | 2-1   | Coupe CECAFA des nations 1992      |
| 6 juin 1998      | Kenya                | Kenya - Seychelles | 1-1   | Match amical                       |
| 13 juin 1998     | Seychelles           | Seychelles - Kenya | 0-1   | Match amical                       |
| 11 novembre 2011 | Victoria, Seychelles | Seychelles - Kenya | 0-3   | Qualifications Coupe du monde 2014 |
| 15 novembre 2011 | Nairobi, Kenya       | Kenya - Seychelles | 4-0   | Qualifications Coupe du monde 2014 |
| 28 mars 2015     | Victoria, Seychelles | Seychelles - Kenya | 0-2   | Match amical                       |

## L

### Lesotho
| Date         | Lieu                 | Match                | Score | Compétition                                          |
| 25 mars 2016 | Victoria, Seychelles | Seychelles - Lesotho | 2-0   | Qualifications à la Coupe d'Afrique des nations 2017 |
| 29 mars 2016 | Maseru, Lesotho      | Lesotho - Seychelles | 2-1   | Qualifications à la Coupe d'Afrique des nations 2017 |

## M

### Madagascar
| Date            | Lieu                     | Match                   | Score | Compétition                          |
| 28 août 1985    | Saint-Pierre, La Réunion | Seychelles - Madagascar | 0-1   | Jeux des îles de l'océan Indien 1985 |
| 18 juin 1987    | Madagascar               | Madagascar - Seychelles | 2-0   | Tournoi de Madagascar                |
| 27 août 1990    | Antananarivo, Madagascar | Madagascar - Seychelles | 6-0   | Jeux des îles de l'océan Indien 1990 |
| 26 août 1993    | Victoria, Seychelles     | Seychelles - Madagascar | 1-2   | Jeux des îles de l'océan Indien 1993 |
| 11 août 1998    | Saint-Pierre, La Réunion | Madagascar - Seychelles | 5-2   | Jeux des îles de l'océan Indien 1998 |
| 28 août 2003    | Curepipe, Maurice        | Madagascar - Seychelles | 1-1   | Jeux des îles de l'océan Indien 2003 |
| 29 avril 2007   | Maputo, Mozambique       | Madagascar - Seychelles | 5-0   | Coupe COSAFA 2007                    |
| 21 juillet 2008 | Witbank, Afrique du Sud  | Madagascar - Seychelles | 1-1   | Coupe COSAFA 2008                    |

### Maldives
| Date             | Lieu                     | Match                 | Score | Compétition                          |
| 27 août 1979     | La Réunion               | Seychelles - Maldives | 9-0   | Jeux des îles de l'océan Indien 1979 |
| 8 août 2011      | Roche Caïman, Seychelles | Seychelles - Maldives | 5-1   | Jeux des îles de l'océan Indien 2011 |
| 22 novembre 2011 | Malé, Maldives           | Maldives - Seychelles | 0-3   | Match amical                         |
| 24 novembre 2011 | Malé, Maldives           | Maldives - Seychelles | 1-2   | Match amical                         |
| 27 novembre 2013 | Roche Caïman, Seychelles | Seychelles - Maldives | 3-1   | Match amical                         |
| 29 novembre 2013 | Roche Caïman, Seychelles | Seychelles - Maldives | 2-1   | Match amical                         |
| 2 août 2015      | Saint-André, La Réunion  | Maldives - Seychelles | 2-1   | Jeux des îles de l'océan Indien 2015 |

### Mali
| Date            | Lieu                 | Match             | Score | Compétition                                          |
| 13 octobre 2002 | Bamako, Mali         | Mali - Seychelles | 3-0   | Qualifications à la Coupe d'Afrique des nations 2004 |
| 5 juillet 2003  | Victoria, Seychelles | Seychelles - Mali | 0-2   | Qualifications à la Coupe d'Afrique des nations 2004 |

### Maurice
| Date              | Lieu                       | Match                | Score         | Compétition                                     |
| 31 août 1979      | La Réunion                 | Seychelles - Maurice | 1-1 (2-4 tab) | Jeux des îles de l'océan Indien 1979            |
| 3 juillet 1983    | Seychelles                 | Seychelles - Maurice | 1-2           | Match amical                                    |
| 27 août 1985      | Maurice                    | Maurice - Seychelles | 3-1           | Jeux des îles de l'océan Indien 1985            |
| 31 août 1986      | Seychelles                 | Seychelles - Maurice | 1-2           | Match amical                                    |
| 14 septembre 1986 | Maurice                    | Maurice - Seychelles | 2-1           | Match amical                                    |
| 2 octobre 1988    | Maurice                    | Maurice - Seychelles | 3-0           | Qualifications Coupe d'Afrique des nations 1990 |
| 16 octobre 1988   | Seychelles                 | Seychelles - Maurice | 1-0           | Qualifications Coupe d'Afrique des nations 1990 |
| 25 août 1990      | Madagascar                 | Maurice - Seychelles | 2-0           | Jeux des îles de l'océan Indien 1990            |
| 28 août 1993      | Seychelles                 | Seychelles - Maurice | 2-6           | Jeux des îles de l'océan Indien 1993            |
| 11 août 1996      | Maurice                    | Maurice - Seychelles | 1-0           | Qualifications Coupe d'Afrique des nations 1998 |
| 24 août 1996      | Seychelles                 | Seychelles - Maurice | 1-1           | Qualifications Coupe d'Afrique des nations 1998 |
| 15 août 1998      | La Réunion                 | Seychelles - Maurice | 4-3           | Jeux des îles de l'océan Indien 1998            |
| 26 septembre 2002 | Seychelles                 | Seychelles - Maurice | 0-1           | Match amical                                    |
| 2 septembre 2003  | Maurice                    | Maurice - Seychelles | 0-0           | Jeux des îles de l'océan Indien 2003            |
| 28 juin 2006      | Seychelles                 | Seychelles- Maurice  | 2-1           | Tournoi de l'indépendance des Seychelles        |
| 7 octobre 2006    | Seychelles                 | Seychelles- Maurice  | 2-1           | Qualifications Coupe d'Afrique des nations 2008 |
| 14 août 2007      | Antananarivo, Madagascar   | Maurice - Seychelles | 3-0           | Jeux des îles de l'océan Indien 2007            |
| 9 septembre 2007  | Curepipe, Maurice          | Maurice - Seychelles | 1-1           | Qualifications Coupe d'Afrique des nations 2008 |
| 19 juillet 2008   | Witbank, Afrique du Sud    | Maurice - Seychelles | 0-7           | Coupe COSAFA 2008                               |
| 6 août 2011       | Roche Caïman, Seychelles   | Seychelles- Maurice  | 2-1           | Jeux des îles de l'océan Indien 2011            |
| 13 août 2011      | Roche Caïman, Seychelles   | Seychelles - Maurice | 1-1 (4-3 tab) | Jeux des îles de l'océan Indien 2011            |
| 6 juillet 2013    | Kitwe, Zambie              | Maurice - Seychelles | 4-0           | Coupe COSAFA 2013                               |
| 21 mai 2015       | Rustenburg, Afrique du Sud | Seychelles- Maurice  | 0-1           | Coupe COSAFA 2015                               |

### Mayotte
La sélection de Mayotte est contrôlée par la Ligue de Mayotte de football. N'étant pas membre de la FIFA ni de la CAF, elle ne peut participer à la Coupe du monde de football, ni à la Coupe d'Afrique des nations.
| Date         | Lieu                     | Match                | Score | Compétition                          |
| 10 août 2007 | Antananarivo, Madagascar | Mayotte - Seychelles | 1-2   | Jeux des îles de l'océan Indien 2007 |
| 4 août 2015  | Saint-Pierre, La Réunion | Seychelles - Mayotte | 0-1   | Jeux des îles de l'océan Indien 2015 |

### Mozambique
| Date           | Lieu                 | Match                   | Score | Compétition                                             |
| 28 avril 2007  | Maputo, Mozambique   | Mozambique - Seychelles | 2-0   | Coupe COSAFA 2007                                       |
| 20 juin 2015   | Beira, Mozambique    | Mozambique - Seychelles | 5-1   | Éliminatoires du Championnat d'Afrique des nations 2016 |
| 4 juillet 2015 | Victoria, Seychelles | Seychelles - Mozambique | 0-4   | Éliminatoires du Championnat d'Afrique des nations 2016 |

## N

### Namibie
| Date            | Lieu                     | Match                | Score         | Compétition                             |
| 8 avril 2000    | Roche Caïman, Seychelles | Seychelles - Namibie | 1-1           | Qualifications à la Coupe du monde 2002 |
| 22 avril 2000   | Windhoek, Namibie        | Namibie - Seychelles | 3-0           | Qualifications à la Coupe du monde 2002 |
| 22 juillet 2006 | Windhoek, Namibie        | Namibie - Seychelles | 1-1 (2-4 tab) | Coupe COSAFA 2006                       |
| 8 juillet 2013  | Lusaka, Zambie           | Namibie - Seychelles | 4-2           | Coupe COSAFA 2013                       |
| 17 mai 2015     | Moruleng, Afrique du Sud | Namibie - Seychelles | 0-0           | Coupe COSAFA 2015                       |

## O

### Ouganda
| Date              | Lieu       | Match                | Score | Compétition                                     |
| 14 septembre 1975 | Ouganda    | Ouganda- Seychelles  | 4-0   | Qualifications Coupe d'Afrique des nations 1976 |
| 18 septembre 1975 | Seychelles | Seychelles - Ouganda | 1-1   | Qualifications Coupe d'Afrique des nations 1976 |
| 11 juillet 2014   | Kampala    | Ouganda - Seychelles | 1-0   | Match amical                                    |

## R

### Réunion
La sélection de La Réunion est contrôlée par la Ligue réunionnaise de football. N'étant pas membre de la FIFA et seulement membre affilié de la CAF, elle ne peut participer à la Coupe du monde de football, ni à la Coupe d'Afrique des nations.
| Date               | Lieu       | Match                | Score     | Compétition                          |
| 13 avril 1974      | La Réunion | Réunion - Seychelles | 2-0       | Match amical                         |
| 1er juillet 1976   | La Réunion | Réunion - Seychelles | 4-1       | Match amical                         |
| 25 septembre 1977  | La Réunion | Réunion - Seychelles | 1-0       | Tournoi triangulaire                 |
| 13 mai 1978        | La Réunion | Réunion - Seychelles | 4-1       | Tournoi triangulaire                 |
| 17 septembre 1978  | Seychelles | Seychelles - Réunion | 1-0       | Match amical                         |
| 26 août 1979       | La Réunion | Réunion - Seychelles | 3-0       | Jeux des îles de l'océan Indien 1979 |
| 1er septembre 1979 | La Réunion | Réunion - Seychelles | 2-1       | Jeux des îles de l'océan Indien 1979 |
| 19 juin 1983       | La Réunion | Réunion - Seychelles | 2-1       | Match amical                         |
| 23 juin 1983       | La Réunion | Réunion - Seychelles | 0-0       | Match amical                         |
| 22 août 1993       | Seychelles | Seychelles - Réunion | 2-0       | Jeux des îles de l'océan Indien 1993 |
| 24 août 1993       | Seychelles | Seychelles - Réunion | 2-0       | Jeux des îles de l'océan Indien 1993 |
| 13 août 1998       | La Réunion | Réunion - Seychelles | 2-0       | Jeux des îles de l'océan Indien 1998 |
| 4 septembre 2003   | Maurice    | Réunion - Seychelles | 1-0       | Jeux des îles de l'océan Indien 2003 |
| 24 avril 2007      | Seychelles | Seychelles - Réunion | 1-0       | Match amical                         |
| 11 août 2011       | Seychelles | Seychelles - Réunion | 2-1 a. p. | Jeux des îles de l'océan Indien 2011 |

## S

### Sierra Leone
| Date            | Lieu                   | Match                     | Score | Compétition                                     |
| 19 juillet 2014 | Freetown, Sierra Leone | Sierra Leone - Seychelles | 2-0   | Qualifications Coupe d'Afrique des nations 2015 |

### Soudan
| Date             | Lieu                     | Match               | Score | Compétition                                     |
| 3 septembre 2006 | Khartoum, Soudan         | Soudan - Seychelles | 3-0   | Qualifications Coupe d'Afrique des nations 2008 |
| 16 juin 2007     | Roche Caïman, Seychelles | Seychelles - Soudan | 0-2   | Qualifications Coupe d'Afrique des nations 2008 |

### Sri Lanka
| Date         | Lieu                 | Match                  | Score | Compétition  |
| 26 août 2014 | Victoria, Seychelles | Seychelles - Sri Lanka | 1-2   | Match amical |
| 28 août 2014 | Victoria, Seychelles | Seychelles - Sri Lanka | 3-0   | Match amical |

### Swaziland
| Date            | Lieu                    | Match                  | Score | Compétition       |
| 23 juillet 2008 | Witbank, Afrique du Sud | Seychelles - Swaziland | 0-1   | Coupe COSAFA 2008 |
| 18 octobre 2009 | Bulawayo, Zimbabwe      | Swaziland - Seychelles | 2-1   | Coupe COSAFA 2009 |

## T

### Tanzanie
| Date         | Lieu       | Match                 | Score | Compétition                              |
| 9 juin 1988  | Seychelles | Seychelles - Tanzanie | 1-1   | Match amical                             |
| 30 juin 2006 | Seychelles | Seychelles - Tanzanie | 2-1   | Tournoi de l'indépendance des Seychelles |

### Tunisie
| Date            | Lieu                 | Match                | Score | Compétition                                     |
| 24 mars 2007    | Victoria, Seychelles | Seychelles - Tunisie | 0-3   | Qualifications Coupe d'Afrique des nations 2008 |
| 2 juin 2007     | Radès, Tunisie       | Tunisie - Seychelles | 4-0   | Qualifications Coupe d'Afrique des nations 2008 |
| 7 juin 2008     | Victoria, Seychelles | Seychelles - Tunisie | 0-2   | Qualifications Coupe du monde 2010              |
| 11 octobre 2008 | Radès, Tunisie       | Tunisie - Seychelles | 5-0   | Qualifications Coupe du monde 2010              |

## Z

### Zambie
| Date             | Lieu                 | Match               | Score | Compétition                                     |
| 11 octobre 2003  | Victoria, Seychelles | Seychelles - Zambie | 0-4   | Qualifications Coupe d'Afrique des nations 2004 |
| 15 novembre 2003 | Lusaka, Zambie       | Zambie - Seychelles | 1-1   | Qualifications Coupe d'Afrique des nations 2004 |
| 23 juillet 2006  | Windhoek , Namibie   | Zambie - Seychelles | 2-0   | Coupe COSAFA 2006                               |

### Zimbabwe
| Date             | Lieu                     | Match                 | Score | Compétition                                     |
| 1er juillet 2000 | Victoria, Seychelles     | Seychelles - Zimbabwe | 0-1   | Qualifications Coupe d'Afrique des nations 2002 |
| 16 juillet 2000  | Harare, Zimbabwe         | Zimbabwe - Seychelles | 5-0   | Qualifications Coupe d'Afrique des nations 2002 |
| 30 mars 2003     | Harare, Zimbabwe         | Zimbabwe - Seychelles | 3-1   | Qualifications Coupe d'Afrique des nations 2004 |
| 7 juin 2003      | Victoria, Seychelles     | Seychelles - Zimbabwe | 2-1   | Qualifications Coupe d'Afrique des nations 2004 |
| 19 mai 2015      | Moruleng, Afrique du Sud | Seychelles - Zimbabwe | 0-1   | Coupe COSAFA 2015                               |

## Sources
- (en) Barrie Courtney, « Mauritius - List of International Matches », sur rsssf.com, 16 janvier 2014 (consulté le 9 mars 2014)